# Solaris Containers
Solaris Containers，以及Solaris Zones，一個作業系統層虛擬化技術的實作，由昇陽電腦開發。2004年2月，伴隨著Solaris 10 build 51 beta首次對外發布，經過完整測試後，在2005年，與Solaris 10一同完整釋出。它支援x86與SPARC平台，在OpenSolaris及其後繼作業系統中也繼承了這個機制。昇陽電腦在2009年被併購後，現由甲骨文公司繼續維護，由甲骨文公司發布的Solaris 11中也保持了這個機制。
zone 是一個單一的作業系統實體，是一個獨立虛擬伺服器，完全與其他實體隔開。透過zone，Solaris Containers獲得系統資源，並且與其他軟體隔離，在沙盒中獨立運作。這個技術是由unix系統中的chroot進一步發展而來，曾被稱為「吃了類固醇的chroot」（chroot on steroids）。

## 外部連結
- Solaris Containers文件（页面存档备份，存于）